# 陸完国
陸 完国（ユク・ワングク、朝鮮語: 육완국/陸完國、1912年9月16日 - 1976年1月6日）は、大韓民国の医師、政治家。咸鏡南道議会議員、第3代韓国国会議員を歴任した。

## 経歴
日本統治時代の全羅北道鎮安郡出身。京城帝国大学医学部卒、内科専攻。京城帝国大学医学部副助手、忠清南道教育委員、論山郡保健所長、自由党忠清南道党副委員長・委員長、論山郡医師会長、大韓民族青年団論山郡団長、国民会・大韓反共連盟地域組織長、大韓医学協会医務委員長、国会保社委員会幹事を歴任した。国会議員の任期中に自由党を離党し、民主党に移籍した。